# Nicolas Heinrich
Pour les articles homonymes, voir Groß.
Nicolas Heinrich (né le 2 décembre 2001 à Zwickau) est un coureur cycliste allemand, membre de l'équipe Rad-net Rose. Il participe à des compétitions sur route et sur piste.

## Biographie
En 2019, chez les juniors (moins de 19 ans), Nicolas Heinrich se classe troisième du championnat d'Allemagne du contre-la-montre et de l'Internationale Cottbuser Junioren-Etappenfahrt. Sur piste, il devient cette même année champion d'Europe de poursuite juniors et remporte le bronze en poursuite par équipes, avec Pierre-Pascal Keup, Hannes Wilksch, Tobias Buck-Gramcko et Moritz Kretschy. Aux mondiaux sur piste juniors, organisés à domicile à Francfort-sur-l'Oder, il devient champion du monde de poursuite par équipes avec Keup, Wilksch, Buck-Gramcko et Kretschy en réalisant un nouveau record du monde juniors en 3 minutes et 58.793 secondes. Lors de ces championnats, Heinrich décroche également la médaille d'argent en poursuite individuelle derrière son compatriote Tobias Buck-Gramcko.
En 2020, aux championnats d'Europe sur piste espoirs (moins de 23 ans), il décroche la médaille de bronze sur la poursuite par équipes avec Buck-Gramcko, Felix Groß et Richard Banusch. L'année suivante, il est médaillé d'argent de la poursuite individuelle aux championnats d'Europe espoirs et participe à ses premiers championnats du monde et d'Europe avec les élites. En avril 2022, lors de la première manche de la Coupe des nations sur piste à Glasgow, il termine deuxième de la poursuite derrière Corentin Ermenault.

## Palmarès sur piste

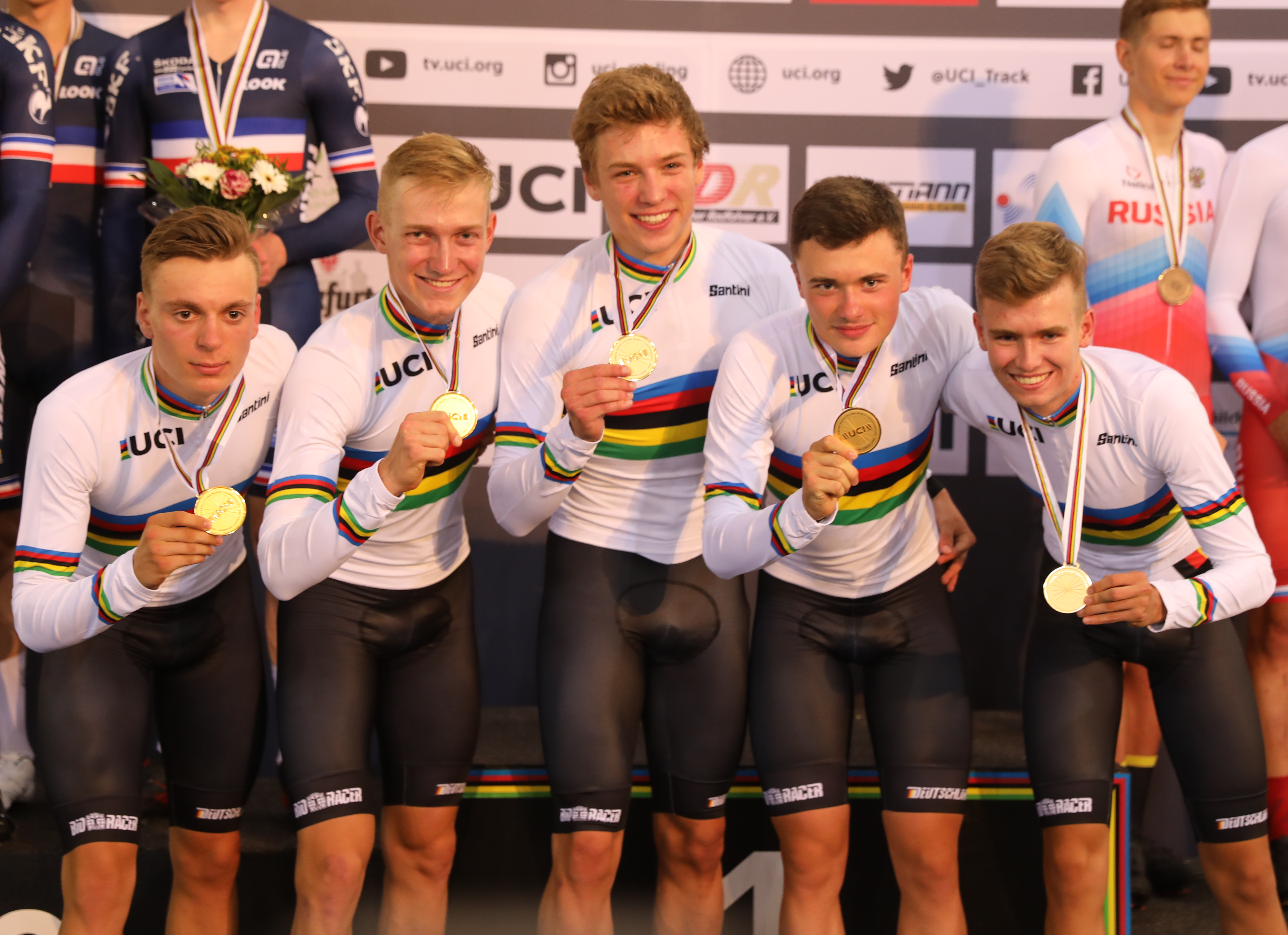
L'équipe de poursuite allemande aux mondiaux juniors de 2019 (de gauche à droite) : Hannes Wilksch, Pierre-Pascal Keup, Tobias Buck-Gramcko, Nicolas Heinrich et Moritz Kretschy.

### Championnats du monde
| Édition / Épreuve                   | Poursuite individuelle | Poursuite par équipes |
| Francfort-sur-l'Oder 2019 (juniors) | Argent                 | Or                    |
| Roubaix 2021                        | 6e                     | 7e                    |

### Coupe des nations
- 2022
  - 1er de la poursuite à Milton
  - 2e de la poursuite à Glasgow
  - 3e de la poursuite par équipes à Milton

### Championnats d'Europe
| Édition / Épreuve                 | Poursuite individuelle | Poursuite par équipes |
| Gand 2019 (juniors)               | Or                     | Bronze                |
| Fiorenzuola d'Arda 2020 (espoirs) |                        | Bronze                |
| Apeldoorn 2021 (espoirs)          | Argent                 | 4e                    |
| Granges 2021                      | 5e                     | 4e                    |
| Anadia 2022 (espoirs)             | Or                     |                       |
| Munich 2022                       | Or                     | 4e                    |
| Granges 2023                      | 6e                     | 6e                    |

### Championnats d'Allemagne
- 2022
  -  Champion d'Allemagne de poursuite
  -  Champion d'Allemagne de poursuite par équipes
- 2023
  -  Champion d'Allemagne de poursuite
  -  Champion d'Allemagne de poursuite par équipes

## Palmarès sur route

### Par année
- 2019
  - 3e du championnat d'Allemagne du contre-la-montre juniors
  - 3e de l'Internationale Cottbuser Junioren-Etappenfahrt
- 2021
  - 2e du championnat d'Allemagne du contre-la-montre par équipes